# Лісталь
Лісталь (нім. Liestal) — місто в Швейцарії, столиця кантону Базель-Ланд й округу Лісталь.

## Географія
Місто розташоване на відстані близько 65 км на північ від Берна, 1 км на північ від Лісталя.
Лісталь має площу 18,2 км², з яких на 23,8 % дозволяється будівництво (житлове та будівництво доріг), 16,4 % використовуються в сільськогосподарських цілях, 59,1 % зайнято лісами, 0,7 % не є продуктивними (річки, льодовики або гори).

## Демографія
2019 року в місті мешкало 14 391 особа (+5,8 % порівняно з 2010 роком), іноземців було 27,6 %. Густота населення становила 792 осіб/км².
За віковим діапазоном населення розподілялося таким чином: 19,6 % — особи молодші 20 років, 59,8 % — особи у віці 20—64 років, 20,6 % — особи у віці 65 років та старші. Було 6466 помешкань (у середньому 2,2 особи в помешканні).
Із загальної кількості 16 746 працюючих 62 було зайнятих в первинному секторі, 2190 — в обробній промисловості, 14 494 — в галузі послуг.

## Фаснахт
У місті своєрідно святкують Фаснахт. Вночі запалюють вогнище прямо на вулицях.